# Pokrajinska in študijska knjižnica Murska Sobota
Pokrajinska in študijska knjižnica Murska Sobota je osrednja splošna knjižnica s sedežem na Zvezni ulici 10 (Murska Sobota).